# Claudia Mongini
Claudia Galingani Mongini (Firenze, 6 settembre 1975) è una saggista e critica cinematografica italiana di cinema di fantascienza.

## Biografia
Nata a Firenze nel 1975, è figlia di Giovanni Mongini, saggista e scrittore di fantascienza.
Fin da bambina si interessa di cinema horror e computer; frequenta la scuola superiore di informatica e si diploma come programmatore di computer; dopo varie esperienze in ambito informatico sul territorio italiano, lavora come consulente IT per una multinazionale.
Le esperienze in paesi esteri la portano anche a contatto con la grafica digitale, che trasforma da passione in lavoro a tempo pieno. Laureata presso l'Università della California, Los Angeles, uno stage al MIT e con un bagaglio di esperienze raccolte in terra straniera, avvia uno studio di design grafico nel 2003 e consegue certificazioni e riconoscimenti con gli studi di design grafico e period design; alcune opere digitali vengono inserite in compendi e cataloghi di distribuzione svizzeri.
È membro fondatore e socio anziano della International SBD Board of Design e membro di Suisse Graphic Designer. Si appassiona al social media marketing e consegue certificazioni e attestati presso la Johns Hopkins University.

### Saggistica
Ha cominciato la carriera di saggista assieme al padre Giovanni, con la riedizione della Storia del cinema di fantascienza in più volumi per la Fanucci Editore, con la quale ha vinto il Premio Italia nella categoria "miglior saggio in volume" nel 2000 e nel 2001.
Assieme al padre ha gestito la Pleiadi Cineteca, cineteca specializzata in pellicole fantasy, di fantascienza e horror; considerata la prima in Europa e la seconda nel mondo per importanza e numero di film, è stata spesso sponsor di vari eventi cinematografici sia sul territorio italiano sia all'estero.
La sua passione per il cinema, nata fin da ragazzina, si trasforma in vero e proprio lavoro con la gestione della cineteca e la possibilità di conoscere personaggi come Dario Argento, Carlo Rambaldi e Luigi Cozzi e l'opportunità di stare a contatto con registi esordienti come Mariano Equizzi e Tobia Botta, per i quali film scrive recensioni ufficiali e presentazioni per varie manifestazioni.
In seguito ha pubblicato diversi racconti brevi per la Perseo libri, per la collana Urania di Mondadori e articoli a carattere tecnico e recensioni per alcune riviste elettroniche e cartacee di videogiochi americane come TocaRacingClub e TNFS.
La parentesi letteraria ha poi lasciato spazio al lavoro di traduzione di saggi e romanzi nonché l'adattamento di alcune scenografie.
Per il padre Giovanni ha realizzato alcune copertine per la trilogia dei romanzi Quando i Mondi si scontrano (Edizioni Lulu.com 2009, di cui cura anche la traduzione italiana dei primi due volumi) e Misteri dallo spazio e dal Tempo (Edizioni Della Vigna, 2013).

## Opere

### Saggi
- Storia del Cinema di Fantascienza 1 - Dai primi tentativi fino al 1955 (introduzione di Giovanni Mongini, Fanucci Editore, 1999, ISBN 8834706528)
- Storia del Cinema di Fantascienza 2 - Dal 1956 al 1960 (introduzione di Vittorio Curtoni, Fanucci Editore, 1999, ISBN 8834706579)
- Storia del Cinema di Fantascienza 3 - Dal 1961 al 1968 (introduzione di Gianni Montanari, Fanucci Editore, 1999, ISBN 8834706587)
- Storia del Cinema di Fantascienza 4 - Dal 1969 al 1975 (introduzione di Maurizio Carità, Fanucci Editore, 1999, ISBN 8834706641)
- Storia del Cinema di Fantascienza 5 - Dal 1976 al 1980 (introduzione di Silvio Sosio, Fanucci Editore, 1999, ISBN 8834706749)
- Storia del Cinema di Fantascienza 6 - Dal 1981 al 1985 (introduzione di Alberto Lisiero e Gabriella Cordone, Fanucci Editore, 1999, ISBN 8834706870)
- Storia del Cinema di Fantascienza 7 - Dal 1985 al 1990 (introduzione di Danilo Arona, Fanucci Editore, 2000, ISBN 8834707095)
- Storia del Cinema di Fantascienza 8 - Dal 1991 al 1995 (introduzione di Vittorio Catani, Fanucci Editore, 2000, ISBN 8834707052)
- Storia del Cinema di Fantascienza 9 - Dal 1996 al 1997 (introduzione di Renato Pestriniero, Fanucci Editore, 2000, ISBN 8834707699)
- Storia del Cinema di Fantascienza 10 - Dal 1998 al 1999 (introduzione di Valerio Evangelisti, Fanucci Editore, 2001, ISBN 8834707737)
- Storia del Cinema di Fantascienza 11 - Filmografia completa dagli inizi al 1999 (introduzione di Vittorio Curtoni, Fanucci Editore, 2001, ISBN 8834707842)
- Rick Baker alle soglie del MID, in Urania 1371, 1998[6]

### Racconti brevi
- FTP, in Futuro Europa 28, Perseo Libri, 2003